# Liste der Kulturdenkmale in Chemnitz-Kleinolbersdorf-Altenhain
In der Liste der Kulturdenkmale in Chemnitz-Kleinolbersdorf-Altenhain sind die Kulturdenkmale des Chemnitzer Ortsteils Kleinolbersdorf-Altenhain verzeichnet, die bis Mai 2022 vom Landesamt für Denkmalpflege Sachsen erfasst wurden (ohne archäologische Kulturdenkmale). Die Anmerkungen sind zu beachten.
Diese Aufzählung ist eine Teilmenge der Liste der Kulturdenkmale in Chemnitz.

## Liste der Kulturdenkmale in Chemnitz-Kleinolbersdorf-Altenhain
| Bild           | Bezeichnung | Lage                                    | Datierung | Beschreibung | ID       |
| -------------- | --- | --------------------------------------- | --- | --- | -------- |
| Weitere Bilder | Denkmal für die Gefallenen des Ersten Weltkrieges                                                                                             | Altenhainer Dorfstraße 45 (bei) (Karte) | Nach 1918 | Untersetzte Stele in Zementguss mit Malteserkreuz und Inschrifttafeln, ortsgeschichtlich von Bedeutung | 09205074 |
|                | Wohnstallhaus und Seitengebäude eines Bauernhofes                                                                                             | Altenhainer Dorfstraße 47 (Karte)       | Um 1910, im Kern älter (Wohnstallhaus); 1911 (Seitengebäude)                                                              | Am Wohnhaus markanter Dacherker mit Zierfachwerk, baugeschichtlich von Bedeutung | 09205075 |
| Weitere Bilder | Wohnstallhaus eines Bauernhofes | Altenhainer Dorfstraße 51 (Karte)       | 1776 | Bauernhaus mit sichtbarer Fachwerkkonstruktion im Obergeschoss, mächtiges Satteldach, baugeschichtlich und ortsbildprägend von Bedeutung, auch von ortsgeschichtlichem Wert, da Geburts- und ehemaliges Wohnhaus des Kirchen- und Fabrikbaumeisters Christian Friedrich Uhlig (1774–1848) | 09205071 |
| Weitere Bilder | Gedenkstein für Christian Friedrich Uhlig | Altenhainer Dorfstraße 51 (vor) (Karte) | 1986 | Ortsgeschichtlich von Bedeutung, Gedenkstein für den Kirchen- und Fabrikbaumeister Christian Friedrich Uhlig (1774–1848) | 09205070 |
| Weitere Bilder | Häuslerhaus | Am Winkel 2 (Karte)                     | Ende 18. Jahrhundert | Einfaches ländliches Wohnhaus mit erhaltener Fachwerkkonstruktion im Obergeschoss, baugeschichtlich von Bedeutung | 09205064 |
|                | Villa | Amselgrund 20 (Karte)                   | Um 1910 | Großer Villenbau, charakteristisches Mansarddach, im frühen Heimatstil, baugeschichtlich von Bedeutung | 09205065 |
| Weitere Bilder | Spinnmühle Altenhain (Hösler-Mühle) | Amselgrund 30 (Karte)                   | 1831 (Dendro) | Einer der bedeutendsten und am besten erhaltenen frühen Fabrikbauten Sachsens, hoch aufragender viergeschossiger Baukörper mit markantem Mansarddach, wichtiges Werk des Architekten Christian Friedrich Uhlig, baugeschichtlich von Bedeutung                                            | 09205066 |
|                | Dreiseithof mit Wohnstallhaus, Scheune und Stall                                                                                              | Einsiedler Weg 1 (Karte)                | Um 1800 | In ihrer Geschlossenheit bemerkenswerte Hofanlage, alle Gebäude mit erhaltener Fachwerkkonstruktion, Scheune mit imponierendem Steildach, baugeschichtlich von Bedeutung | 09205068 |
|                | Nördliches Wohnstallhaus und östliches Seitengebäude (Nr. 2) sowie südliche Scheune und westliches Seitengebäude (Nr. 2a) eines Vierseithofes | Einsiedler Weg 2, 2a (Karte)            | 1. Hälfte 18. Jahrhundert (östliches Seitengebäude); 1798 (Wohnstallhaus); um 1800 (westliches Seitengebäude und Scheune) | In ihrer Geschlossenheit beeindruckende Hofanlage, das östliche Seitengebäude mit wertvoller Fachwerkkonstruktion, baugeschichtlich und ortsbildprägend von Bedeutung | 09205069 |
| Weitere Bilder | Vierseithof mit Wohnstallhaus, Scheune, zwei Seitengebäuden und Torbogen (Roscher-Hof)                                                        | Ferdinandstraße 42 (Karte)              | 2. Drittel 19. Jahrhundert                                                                                                | In ihrer Geschlossenheit beeindruckende Hofanlage, gleichzeitig entstandene Mauerwerksbauten (Schiefer) mit mächtigen Schopfwalmdächern, weitestgehend unverändert, baugeschichtlich und ortsbildprägend von Bedeutung                                                                    | 09205082 |
| Weitere Bilder | Kirche mit Ausstattung und Einfriedungsmauer des Kirchhofs                                                                                    | Ferdinandstraße 93 (Karte)              | 1790 (Kirche und Empore); 1693 (Orgel und Orgelprospekt); wohl Ende 18. Jahrhundert (Vortragskreuz)                       | Baugeschichtlich, ortsgeschichtlich und ortsbildprägend von Bedeutung | 09205077 |
|                | Denkmal für die Gefallenen des Ersten Weltkrieges                                                                                             | Ferdinandstraße 93 (vor) (Karte)        | 1920er Jahre | Plastik eines knienden Soldaten mit Stahlhelm auf hohem Sockel in Zementguss, ortsgeschichtlich von Bedeutung | 09205083 |
| Weitere Bilder | Pfarrhof mit Pfarrhaus, zwei Seitengebäude und Scheune sowie Hofbaum (Stieleiche)                                                             | Ferdinandstraße 95 (Karte)              | Um 1790 | Baugeschichtlich, ortsgeschichtlich und ortsbildprägend von Bedeutung, geschlossen erhaltener Pfarrhof, die Bauten mit barocken Segmentbogenportalen, zum Teil in Fachwerk | 09205081 |
|                | Wohnhaus | Ferdinandstraße 141 (Karte)             | Um 1800 | Einfacher ländlicher Wohnbau, sichtbare Fachwerkkonstruktion im Obergeschoss, baugeschichtlich von Bedeutung | 09205078 |
|                | Wohnstallhaus | Ferdinandstraße 148 (Karte)             | Um 1800 | Kleines Bauernhaus mit sichtbarer Fachwerkkonstruktion im Obergeschoss, hohes Satteldach, baugeschichtlich von Bedeutung | 09205080 |
| Weitere Bilder | Gasthof „Sternmühle“ mit Saalanbau | Ferdinandstraße 154 (Karte)             | 2. Drittel 19. Jahrhundert                                                                                                | Historisches Gasthaus- und Mühlengebäude, sichtbare Fachwerkkonstruktion im Obergeschoss, baugeschichtlich und ortsgeschichtlich von Bedeutung | 09205084 |
| Weitere Bilder | Forsthaus | Ferdinandstraße 155, 157 (Karte)        | 1870 | Ehemalige Revierförsterei, stattlicher spätklassizistischer Bau, mächtiges Schopfwalmdach, baugeschichtlich und ortsgeschichtlich von Bedeutung | 09205079 |
| Weitere Bilder | Gasthof Goldener Hahn mit Altbau und angebautem Neubau sowie zwei Seitengebäude                                                               | Zschopauer Straße 565 (Karte)           | Bezeichnet mit 1738 (Altbau); 19. Jahrhundert (Neubau)                                                                    | Um einen Hof gruppierte Gebäude unterschiedlichen Alters, bedeutsam als historischer Gasthof mit kontinuierlicher Nutzung, baugeschichtlich von Bedeutung | 09205067 |
| Weitere Bilder | Ehemalige Schule, später Gemeindeamt | Zum Spitzberg 5 (Karte)                 | 1850 | Markanter kubischer Mauerwerksbau im klassizistischen Stil, mit ortsbildprägendem Dachreiter, baugeschichtlich und ortsgeschichtlich von Bedeutung | 09205076 |

## Ehemalige Denkmäler
| Bild                                    | Bezeichnung | Lage                              | Datierung | Beschreibung                                       | ID |
| --------------------------------------- | ----------- | --------------------------------- | --------- | -------------------------------------------------- | -- |
|                                         | Wohnhaus    | Altenhainer Dorfstraße 10 (Karte) |           | Erhalten, Streichung aus der Denkmalliste vor 2010 |    |
| Direkt Bild zu diesem Denkmal hochladen | Wohnhaus    | Altenhainer Dorfstraße 25 (Karte) |           | Erhalten, Streichung aus der Denkmalliste vor 2010 |    |

## Tabellenlegende
- Bild: Bild des Kulturdenkmals, ggf. zusätzlich mit einem Link zu weiteren Fotos des Kulturdenkmals im Medienarchiv Wikimedia Commons. Wenn man auf das Kamerasymbol klickt, können Fotos zu Kulturdenkmalen aus dieser Liste hochgeladen werden:
- Bezeichnung: Denkmalgeschützte Objekte und ggf. Bauwerksname des Kulturdenkmals
- Lage: Straßenname und Hausnummer oder Flurstücknummer des Kulturdenkmals. Die Grundsortierung der Liste erfolgt nach dieser Adresse. Der Link (Karte) führt zu verschiedenen Kartendiensten mit der Position des Kulturdenkmals. Fehlt dieser Link, wurden die Koordinaten noch nicht eingetragen. Sind diese bekannt, können sie über ein Tool mit einer Kartenansicht einfach nachgetragen werden. In dieser Kartenansicht sind Kulturdenkmale ohne Koordinaten mit einem roten bzw. orangen Marker dargestellt und können durch Verschieben auf die richtige Position in der Karte mit Koordinaten versehen werden. Kulturdenkmale ohne Bild sind an einem blauen bzw. roten Marker erkennbar.
- Datierung: Baubeginn, Fertigstellung, Datum der Erstnennung oder grobe zeitliche Einordnung entsprechend des Eintrags in der sächsischen Denkmaldatenbank
- Beschreibung: Kurzcharakteristik des Kulturdenkmals entsprechend des Eintrags in der sächsischen Denkmaldatenbank, ggf. ergänzt durch die dort nur selten veröffentlichten Erfassungstexte oder zusätzliche Informationen
- ID: Vom Landesamt für Denkmalpflege Sachsen vergebene, das Kulturdenkmal eindeutig identifizierende Objekt-Nummer. Der Link führt zum PDF-Denkmaldokument des Landesamtes für Denkmalpflege Sachsen. Bei ehemaligen Kulturdenkmalen können die Objektnummern unbekannt sein und deshalb fehlen bzw. die Links von aus der Datenbank entfernten Objektnummern ins Leere führen. Ein ggf. vorhandenes Icon  führt zu den Angaben des Kulturdenkmals bei Wikidata.